# عمار یاسر
عمّار بن یاسر (نام کامل:عَمَّار ٱبْن یاسر ٱبْن عَامِر ٱبْن مالک ٱلْعَنْسِیّ) ملقب به ابوالیقظان، از صحابیون محمد پیامبر اسلام بود و بعدها از طرفداران و اصحاب خاص علی بن ابی طالب گردید.
ضمنا عمّار در عهد دعوت مخفيانة پيامبر، به همراه صُهَيب بن سَنان در خانة ارقم پاي کوه صفا اسلام آورد. پس از وي پدر و مادرش اسلام آوردند. با آشکار شدن دعوت پیامبر اسلام عمّار به همراه ديگر مسلمانان مستضعف که قدرت و مکنتي نداشتند مورد شکنجة سران قريش قرار گرفتند.
شایان ذکر است که عمّار احتمالاً جزو مهاجران به حبشه بود و مأمور بود چگونگي استقرار مهاجران را به اطلاع پیامبر اسلام برساند؛ به همين سبب به زودي به مکّه بازگشت. وي نيز به مانند ديگر مسلمانان مکه، در سال هفتم بعثت در محاصرة اقتصادي حضور داشت و سختيهاي بسيار تحمل نمود.
لازم به توضیح است که عمّار در دوران هجرت در راه اسلام و شکوفایی بر تلاش و کوشش خود افزود. وی در ساختن مسجد قبا و مسجد النبي نيز حضوري فعال داشت و با فداکاري خشتها را جا به جا ميکرد.

## دوران کودکی و جوانی
پدرش یاسر، غلامِ ابو حذیفه مخزومی بود که با زنی به نام سمیه که قبلاً کنیز ابوحذیفه بود و آزاد شده بود، ازدواج کرد و خانواده عمار با ابوحذیفه زندگی می‌کردند. خانواده او از اولین مسلمانان بودند و شکنجه‌های زیادی در این راه متحمل شدند. عمار در نتیجه با گروهی به حبشه مهاجرت کرد و پس از هجرت محمد به مدینه، به مدینه آمد.
عمار تقریباً در تمامی غزوات محمد حضور داشت و در بدر و احد برای وی جنگید. در هنگام بستن پیمان برادری بین مهاجرین و انصار توسط محمد (مواخات)، وی برادر دینی حذیفه بن یمان گردید.

## موضع عمار در جانشینی محمد
دانشنامه ایرانیکا می‌نویسد عمار از مهاجرینی بود که به همراه برخی دیگر از صحابه همچون زبیر، طلحه، عباس بن عبدالمطلب، مقداد، سلمان فارسی و ابوذر غفاری معتقد بودند علی بن ابی طالب وارث مشروع محمد است.

## دوران خلافت ابوبکر و عمر
در دوران ابوبکر، عمار در جنگ یمامه حضور داشت و یکی از گوشهایش را در این جنگ از دست داد. در زمان عمر بن خطاب در سال ۲۱ هجری/۶۴۱ میلادی، وی به جای سعد بن ابی وقاص به امارت کوفه منصوب شد.
هنگام تدارک ایرانیان برای جنگ نهاوند عمار به عمر نامه‌ای نوشت و از او چاره جویی کرد:
«اهل طوس و طبرستان و دماوند و گرگان و ری و اصفهان و قم و همدان و ماهین و ماسبذان بر ملک خویش گرد آمده‌اند تا در کوفه و بصره با برادران و یاران شما درآویزند و آنان را از سرزمین خویش برانند و با شما بجنگ آیند. رایی که درین باب دارید با ما بگویید.»

## دوران خلافت عثمان
در هنگامی که علی با شورشیانی که به مدینه آمده بودند مذاکره کرد و آنان را راضی کرد که برگردند، عثمان شهادت داد که از این پس، از مروان بن حکم و بنی امیه روی گردانده و از علی حرف‌شنوی کرده و دستور داد که دیگر انصار و مهاجرین به گفت علی بپیوندند. او همچنین از عمار بن یاسر خواست که به این گروه بپیوندد ولی عمار این پیشنهاد را رد کرد.

## دوران خلافت علی بن ابی طالب
علقمه بن وقاص لیثی کنانی از مشاوران نزدیک طلحه، روایت می‌کند که تلاشهای بی‌ثمری برای تشکیل یک شورا از میان اصحاب برجسته قریش در مورد بحث بر سر تعیین خلیفه آتی وجود داشته‌است. علقمه جلسه‌ای در خانه مخرمه بن نوفل تشکیل می‌دهد. ابوجهم بن حذیفه در آن مجلس گفت که کسی که ما با او بیعت می‌کنیم باید قصاص خون عثمان را پی‌گیری کند. عمار بن یاسر در آن جلسه حضور داشت و با این موضوع مخالفت کرد. ابوجهم به او می‌گوید که چه طور برای شلاقهایی که خوردی قصاص می‌طلبی اما برای خون عثمان نه؟ و جلسه به هم می‌خورد. از دیگر مشارکت کنندگان در جلسه نامی برده نشده، ولی حضور ابوجهم این احتمال را در ذهن می‌آورد که طلحه در آنجا حضور داشته ولی حضور علی در آن‌جا نامحتمل است. ویلفرد مادلونگ می‌نویسد عمار احتمالاً می‌خواسته که مانع از انتخاب طلحه گردد.
عمار از اولین شیعیان علی بود. از سال ۳۵ هجری/۶۵۶ میلادی به بعد، علی روی او حساب ویژه‌ای باز کرد. عمار قبل از جنگ جمل، به کوفه رفت و موفق شد سپاهیانی از کوفه را به علی ملحق کند. عمار از جمله کسانی بود که پس از اتمام این جنگ، عایشه را به بصره بردند و مراقب وی بودند.
عمار در سال ۳۷ هجری/۶۵۷ میلادی در جنگ صفین و در سن کهولت (۹۰ سالگی) کشته شد. چندین قرن بعد، قتلگاه وی در صفین مشخص گردید.
قبر وی در شهر رقه کشور سوریه قرار دارد.در ۶ فروردین سال ۱۳۹۳ ، داعش با کارگذاشتن مواد منفجره، دو مناره مقبره عمار یاسر و اویس قرنی را تخریب کردند. داعش همچنین در ۱۵ رجب سال ۱۴۳۵ قمری برابر با ۲۵ اردیبهشت سال ۱۳۹۳ این زیارتگاه را به طور کامل تخریب کرد.

## ویژگی‌های عمار
عمار دانش بسیار خوبی از روایات منسوب به پیامبر اسلام داشته‌است و شهرتش در این زمینه را مدیون تقوا و اخلاصش در دین اسلام است. دانشنامه اسلام بر این باور است که در سالهای بعد، نویسندگانی که دشمنان بنی امیه بودند، با ساختن حدیثهایی به نفع وی و با ذکر این که آیاتی از قرآن در مورد وی نازل شده، سعی در تکریم او داشتند، یک پیش گویی مشهور در مورد عمار که به پیامبر اسلام نسبت داده می‌شود، این است که عمار را گروهی منافق می‌کشند که جایشان در جهنم است.

## فرزندان
عمار یک پسر به نام محمد داشت که وی نیز در علم حدیث دانش فراوان داشت و یک دختر به نام ام حکم داشت.